# Hugo Dietrich
Hugo Dietrich (* 22. Dezember 1896; † 27. September 1951) war ein deutscher Rechtsanwalt und Notar. Als Hausjurist im Flick-Konzern erstellte er für seine Arbeitgeber im Juni 1938, einige Monate vor der „Reichspogromnacht“, ein Gutachten, das in Zusammenarbeit mit dem Reichswirtschaftsministerium und dem Amt für den Vierjahresplan unter Leitung von Hermann Göring als juristische Grundlage zur „Arisierung“ jüdischen Vermögens im nationalsozialistischen Deutschland herangezogen wurde.

## Biografie

### Karriere und Zeit des Nationalsozialismus
Hugo Dietrich studierte Rechtswissenschaft in Berlin und war seit 1917 Mitglied der Berliner Burschenschaft Arminia. Er promovierte 1921 bei Robert Piloty in Würzburg mit einer Schrift über Die Lösung des sozialen Problems zum Dr. jur. et rer. pol., in der die Abschaffung der Testierfreiheit gefordert wurde. Er war zunächst Amts- und Landgerichtsrat und wurde später Rechtsanwalt und Notar am Kammergericht Berlin. 1938 wurde er ein von Friedrich Flick formal unabhängiger Hausjurist im Flick-Konzern.
Am 10. Juni 1938 nahm Dietrich zusammen mit Flick im Gasthof des Berliner Hotels Esplanade an der jährlichen Mitgliederversammlung der Wirtschaftsgruppe Eisen schaffende Industrie teil, die unter anderem von Ernst Poensgen, Wilhelm Kleinmann, Wilhelm Zangen, Karl Blessing, Hermann Röchling, Otto Steinbrinck und Herbert Göring besucht wurde, und an der Generalmajor Hermann von Hanneken den Festvortrag hielt. Am 20. Juni 1938 erstellte Hugo Dietrich im Auftrag von Friedrich Flick oder von dessen Generalbevollmächtigten Steinbrinck ein Gutachten unter dem Titel „Zum Problem Ignaz Petschek“, zur Prüfung der juristischen Möglichkeiten einer „Arisierung“ des Vermögens der Aussiger Petscheks. Der erste Paragraph dieses Exposés, von dem je eine Kopie an das Reichswirtschaftsministerium und das Amt für den Vierjahresplan verschickt wurde, lautete:

„Parag. 1. Der Beauftragte für den Vierjahresplan kann für jedes Vermögen, das nach der Verordnung über die Anmeldung des Vermögens von Juden vom 26. April 1938 anmeldepflichtig ist, einen Treuhänder bestellen, dessen Befugnisse der Beauftragte für den Vierjahresplan in der Bestellungsurkunde festsetzt. Insbesondere kann der Treuhänder ermächtigt werden, über das Vermögen mit Wirkung für oder gegen den Vermögensinhaber gegen angemessenen Gegenwert zu verfügen.“

Am 20. März 1944 wurde Dietrich bei der Änderung des Gesellschaftsvertrags der Friedrich Flick KG damit beauftragt, die Kommanditgesellschaft Flick als Familiengesellschaft festzulegen, „mit dem Ziele, das Unternehmen der Gesellschaft […] dauernd im Besitze der Familie Friedrich Flick zu erhalten“. Das Dokument wurde auch von Flicks ältestem Sohn Otto-Ernst Flick unterzeichnet.

### Nachkriegszeit
Beim Flick-Prozess im Jahre 1947 brachte die Anklage die Ähnlichkeit von Dietrichs Gutachten vom Juni 1938 mit der am 3. Dezember 1938 verabschiedeten Verordnung über den Einsatz des jüdischen Vermögens zur Sprache und stellte fest:

„Die Beteiligung Flicks, Steinbrincks und Kaletschs an dem Entwurf eines allgemeinen Arisierungsgesetzes beweist mit aller wünschenswerten Klarheit ihre Teilnahme an dem allgemeinen Vorgang, den Juden das Leben in Deutschland unmöglich zu machen.“

Bei diesem Nürnberger Nachfolgeprozess stellte Dietrich ein Entlastungszeugnis für Steinbrinck und Flick aus. Letzterer behauptete, Dietrich weder beauftragt zu haben noch dessen Ausarbeitung gekannt zu haben, obwohl ein mit Flicks Initialen abgezeichneter Entwurf Dietrichs aufgefunden wurde.
Dietrich starb 1951 und ist auf dem Ehrenfriedhof in Lübeck bestattet.